# 후아힌

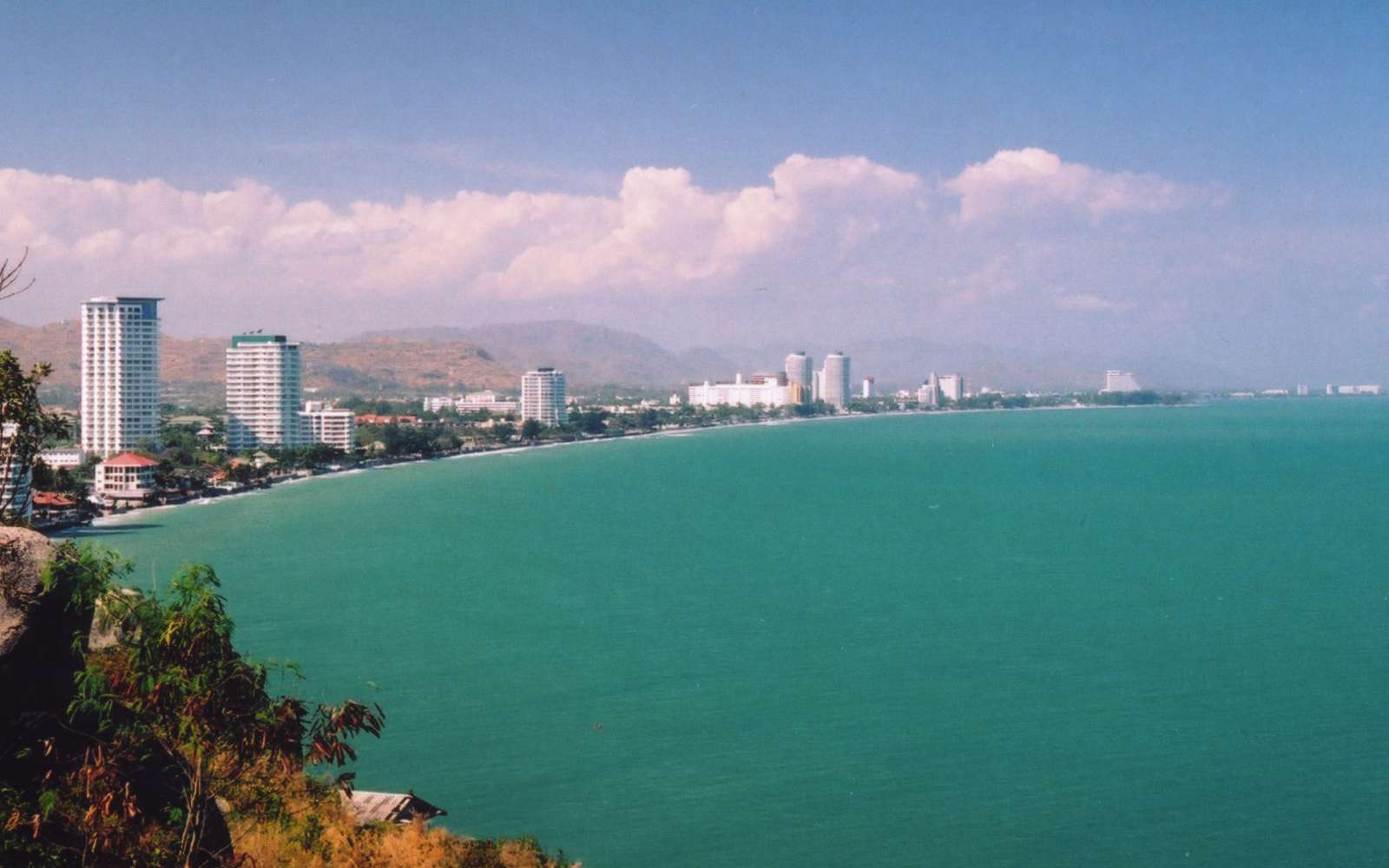
후아힌 해변

후아힌(태국어: หัวหิน, Hua Hin)은 태국 서부 쁘라쭈압키리칸 주에서 가장 큰 도시로 후아힌 군의 행정 중심지이다. 태국의 북부 말레이 반도에서 해변 휴양지로 이름이 높다. 방콕에서 남쪽으로 200km 떨어져 있으며, 인구는 84,883명, 면적은 911 km2이다.
후아힌은 태국 왕가와 밀접하게 관련되어 있고, 국립공원과 유적지로 두드러진 도시이다.

## 슬로건
순금의 도시, 맛있는 코코넛과 파인애플, 즐거운 해변과 산, 동굴 그리고 영적인 아름다움의 땅

## 역사
1834년 후아힌이라는 이름이 만들어지기 전 펫짜부리 주의 일부 농작지는 심한 가뭄을 맞았다. 한 무리의 농부들이 그 당시로는 하얀 모래 해변을 가진 작은 마을이었던 이곳으로 남하하여 정착하면서 바위 무리라는 의미의 "사모레 리앙"이라는 이름을 지었다.
1921년 철도청장이었던 푸라차트라 왕자가 이곳 근처에 철도역 호텔을 지었다. 프라자드히폭 왕(라마 7세)은 이곳을 좋아하여 여름별장을 지었다. 그 궁궐은 왕끌라이깡원(무근심)이라고 이름지어졌다. 그리하여 지금은 태국 왕가의 영구 거주지가 되었다. 끄롬쁘라 나레스워라릿 왕자는 벤라엠힌에 궁궐을 지은 최초의 사람이었고, 쑤카베라고 이름을 지었다. 그가 이 궁궐 옆의 해변을 후아힌이라고 이름을 지었다.